# Pietro Verri

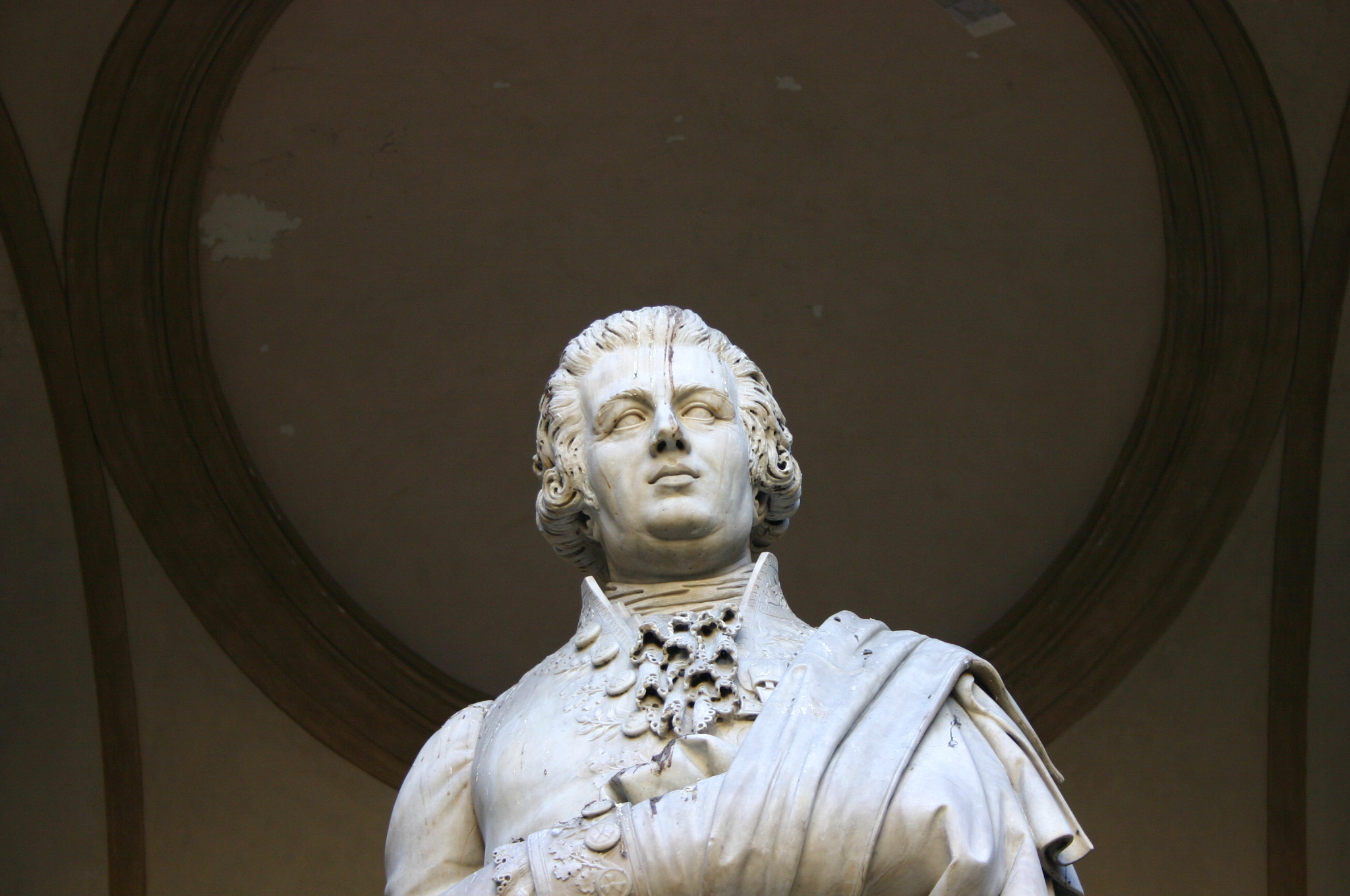
Monumento a Pietro Verri.

Pietro Verri (12 de diciembre de 1728 - 28 de junio de 1797). Escritor y periodista ilustrado italiano. Se encargó de la reforma de la administración italiana durante el gobierno imperial de María Teresa de Habsburgo. Participó en 1761 en la Sociedad de los Puños, en la cual se leían y comentaban las publicaciones más avanzadas llegadas de Francia e Inglaterra. Junto con su hermano Alessandro trabajó como periodista en el diario "El Café", periódico que entre 1764 y 1766 proponía a sus lectores vivas polémicas sobre la renovación civil y cultural.

## Bibliografía

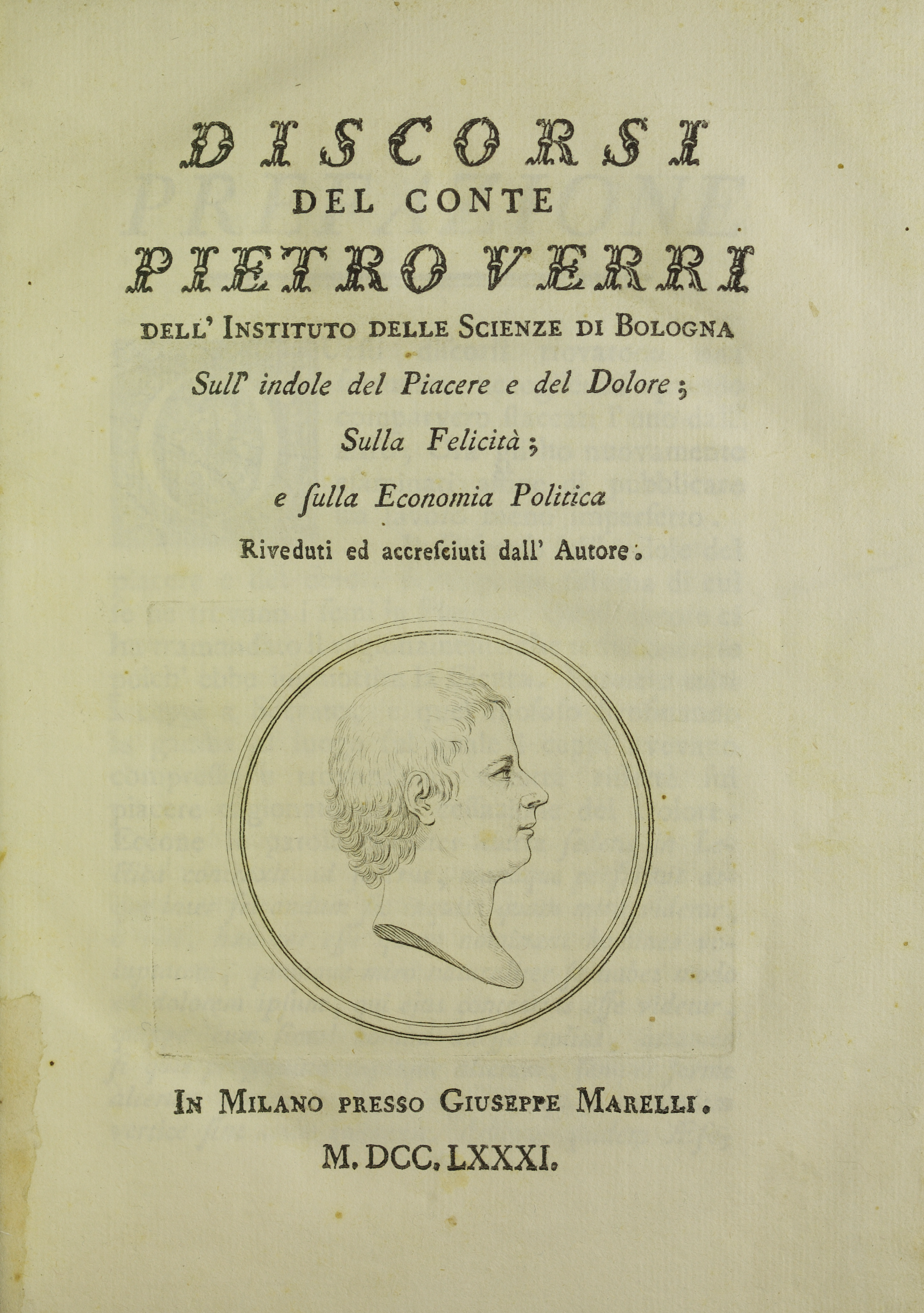
Sull'indole del piacere e del dolore, 1781